# Djalma Marques
Djalma Caldas Marques (Penalva, 17 de julho de 1887 — ,22 de novembro de 1968) foi um médico brasileiro, muito conhecido no início do século XX. Em sua homenagem, há o Hospital Municipal Djalma Marques, o maior hospital público do estado, localizado em São Luís. 

## Biografia
Era filho do tenente Joaquim Mariano Gama Marques e de Umbelina Caldas Marques. Fez seus primeiros estudos em sua cidade natal e os concluiu no Liceu Maranhense, em São Luís. Formou-se pela Faculdade de Medicina de Salvador em 24 de dezembro de 1914, clinicando na Bahia até o ano de 1918. Foi agraciado com o prêmio de uma bolsa de estudos em Paris, França, pela Egrégia Congregação da Faculdade da Bahia, mas preferiu ir para o interior baiano e de Minas Gerais, nunca utilizando a bolsa de estudos. Pensava que era a melhor maneira de testar seus conhecimentos e adquirir prática de diagnósticos. Especializou-se em Psiquiatria defendendo a tese 'Quadro Neutrófilo do Alienado. Entretanto, foi sua atuação como clínico geral que o tornou conhecido e admirado na capital maranhense.
Casou-se em Salvador no dia 12 de setembro de 1918 com Orádia Barreira, com teve um filho, Laerte Barreira Marques, e uma filha, Elys Barreira Marques.
Como médico, lutou para que fosse aberto um estabelecimento para tratamento psiquiátrico em São Luís. Exercia a clínica geral em uma época em que os exames complementares eram quase inexistentes e ficou conhecido pelos seus diagnósticos precisos. Os médicos que o conheceram são unânimes em reafirmar seu domínio da semiotécnica. O escritor maranhense Josué Montello inspirava-se em Djalma Marques para compor seus personagens médicos. Pelo menos dois de seus romances, O último baile e Coroa de Areia , fazem referências a ele. O primeiro ressaltando seu apreço pelo café e o segundo o seu costume de atender ao chamado para atender a um paciente a qualquer hora do dia ou da noite.

## Leituras adicionais
- Lima, Carlos de. Djalma Marques. O homem, o médico, o político. São Luís, Lithograf, 2008.